# Григор Нарекаци
Григо́р Нарекаци́, Григорий Наре́кский, Григорий из Нарека (арм. Գրիգոր Նարեկացի; около 951 — 1003) — армянский поэт, философ и богослов, святой Армянской Апостольской Церкви и Католической Церкви, представитель раннеармянского Возрождения. Католической церковью считается одним из тридцати шести «Учителей церкви», являясь единственным, кто «не был в общении с католической церковью». Признание Нарекаци doctor ecclesiae является уникальнейшим межцерковным событием. Его лирическая поэма «Книга скорбных песнопений» считается шедевром армянской и мировой христианской литературы, которую называют «второй Библией». Иоанн Павел II описал его как «Великого учителя (Doctor magnus) Армянской церкви».

## Биография

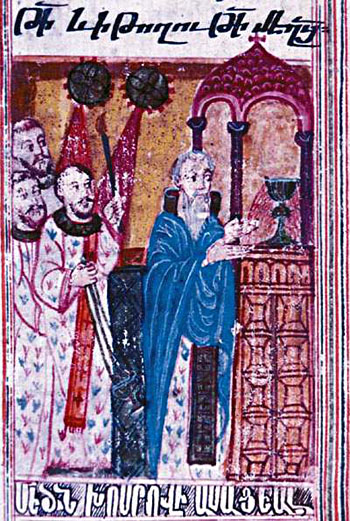
Хосров Андзеваци, отец Григора Нарекаци

Родился в семье князя Хосрова Андзеваци — богослова, мыслителя, автора многих религиозных произведений. После смерти жены Хосров отдал сыновей Саака, Ованнеса и малолетнего Григора на воспитание в Нарекский монастырь. Позднее Хосров был рукоположён в сан епископа. Настоятелем монастыря был Анания Нарекаци, брат деда Григора с материнской стороны. Почти всю жизнь Григор провёл в Нарекском монастыре с богатой библиотекой, где имел возможность читать труды античных философов в оригинале и труды Отцов Церкви. Григор много молился по ночам, поэтому его называли «неусыпным». Он получил сан архимандрита («вардапет», в переводе с древнеармянского — «учитель»). Преподавал в школе при монастыре. Автор одного из лучших толкований Песни Песней (977 год) и многочисленных поэтических произведений, в числе которых «Панегирик св. апостолам».
Поэзия Нарекаци глубоко «библеична», пронизана образами, темами и реалиями священной истории. При этом её отличает личный характер. В «Книге скорбных песнопений» (1002 год), как и в «Великом каноне» Андрея Критского, события и лица обоих Заветов служат отправной точкой для раздумий о жизни, о несовершенстве и греховности человека. Это доверительная беседа, которую ведёт с Богом душа, исполненная покаяния и жажды чистоты. Помимо библейских сюжетов и основ, истоки творчества Григора охватывают философию неоплатонизма, а также труды Григория Нисского, Оригена, Ипполита, Епифания Кипрского, Василия Великого, Григория Назианзина, Иоанна Златоуста.
Наиболее ранними изображениями Григора Нарекаци, сохранившимися до нашего времени, являются четыре миниатюры Григора Мличеци (1173 год). Некоторые исследователи предполагают, что они могут иметь портретное сходство с поэтом.

## Творчество

### «Книга скорбных песнопений»
Лирико-мистическая поэма «Книга скорбных песнопений», переведённая на многие языки мира, сыграла значительную роль в развитии армянского литературного языка. Впервые была напечатана в 1673 году в Марселе, до этого распространялась в рукописных списках. Самый ранний из сохранившихся списков датируется XII веком.

## Переводы на русский язык
Первая известная попытка перевести «Книгу скорбных песнопений» на русский язык относится к началу XIX века — в 1810 году Иосиф Иоаннесов, переводчик «Истории Армении» Мовсеса Хоренаци (1809 год), перевёл также отрывок из «Книги скорбных песнопений» (третью, завершающую часть 12-й главы) и издал её в Санкт-Петербурге под названием «Молитва против нощных ужасов».
В 1969 году в издательстве «Айастан», по инициативе профессора Левона Мкртчяна, были опубликованы избранные главы «Книги скорбных песнопений» в переводе на русский язык Наума Гребнева (главы 1, 23, 30, 55, 80). Затем благодаря огромным усилиям профессора Левона Мкртчяна удалось запланировать и издать «Книгу скорби» с научными комментариями в 1977 году. В книгу вошло 42 главы из 95. В этой книге Л. Мкртчян — автор предисловия, примечаний и соавтор подстрочного перевода в Приложении.
В 1988 году в издательстве «Наука», в академической серии «Памятники письменности Востока», вышел первый полный научный перевод на русский язык «Книги скорбных песнопений». Переводчики — сотрудники Матенадарана М. О. Дарбинян-Меликян и Л. А. Ханларян. Издание снабжено подробными комментариями и научным аппаратом.
В 1998 году профессор, академик Мкртчян издал «Книгу скорбных песнопений» в переводе Н. Гребнева, включив в неё 42 главы по изданию 1977 года и ещё четыре главы, 34, 37, 57 и 69, которые в этом новом издании впервые увидели свет, уже после смерти переводчика.
В электронном виде, с искажениями, книга стала доступна в 2002 году в библиотеке «Вехи».

## Произведения, посвящённые Григору Нарекаци

### Концерт А. Шнитке
В 1985 году Альфред Шнитке написал «Концерт для смешанного хора в четырёх частях» на стихи Г. Нарекаци в переводе Н. Гребнева. Впервые концерт был исполнен Камерным хором Министерства культуры СССР под управлением Валерия Полянского в Музее изобразительных искусств имени А. С. Пушкина 9 июня 1986 года.
19 ноября 1999 года, в дни памяти Альфреда Шнитке, по случаю 65-летия композитора, в Большом зале Московской консерватории им. П. И. Чайковского концерт исполнял Хор студентов Московской консерватории под управлением дирижёра Бориса Тевлина. В 2004 году, в семидесятую годовщину со дня рождения композитора, этот Концерт там же был исполнен Камерным хором Московской консерватории под управлением Бориса Тевлина.
Этот концерт «с полным правом можно отнести к лучшим образцам современной музыкальной христианской культуры», — писал Борис Тевлин.
В августе 2002 года Камерный хор Московской консерватории под управлением Бориса Тевлина исполнил Концерт для хора Альфреда Шнитке в Миннеаполисе, в США, на VI Всемирном форуме хоровой музыки.

### Симфония-Кантата С. Микаелян «Из глубин сердца»
В 2005 году Софья Микаелян написала Симфонию-Кантату «Из глубин сердца» в двух частях для сопрано, чтеца, женского и смешанного хоров и большого симфонического оркестра, по «Книге скорбных песнопений» Святого Григора Нарекаци
Первое исполнение состоялось 7 декабря 2015 года в Смольном Соборе, город Санкт-Петербург. Концерт был посвящён 100-летию геноцида армян и памяти жертв Спитакского землетрясения.
Исполнители:
Сопрано — Анна Мурадян, чтец — Ваган Саргсян, женский хор « Quellen» худ. рук. и дирижёр Елена Жукова, Петербургский камерный хор, худ. рук. и дирижёр Николай Корнев, Молодёжный Симфонический оркестр Санкт-Петербурга, худ. рук. и дирижёр Мигран Агаджанян. Дирижёр — Рубен Асатрян.

### Альбом иеродиакона Германа (Рябцева) «Нарекаци/Слово и Музыка»
Регент хора Валаамского подворья в Москве иеродиакон Герман (Рябцев) в 2021 году отреставрировал и выложил в сеть записанный в 2009 году, но не опубликованный альбом «Нарекаци/Слово и Музыка».
Исполнитель — иеродиакон Герман (Рябцев).

## Память

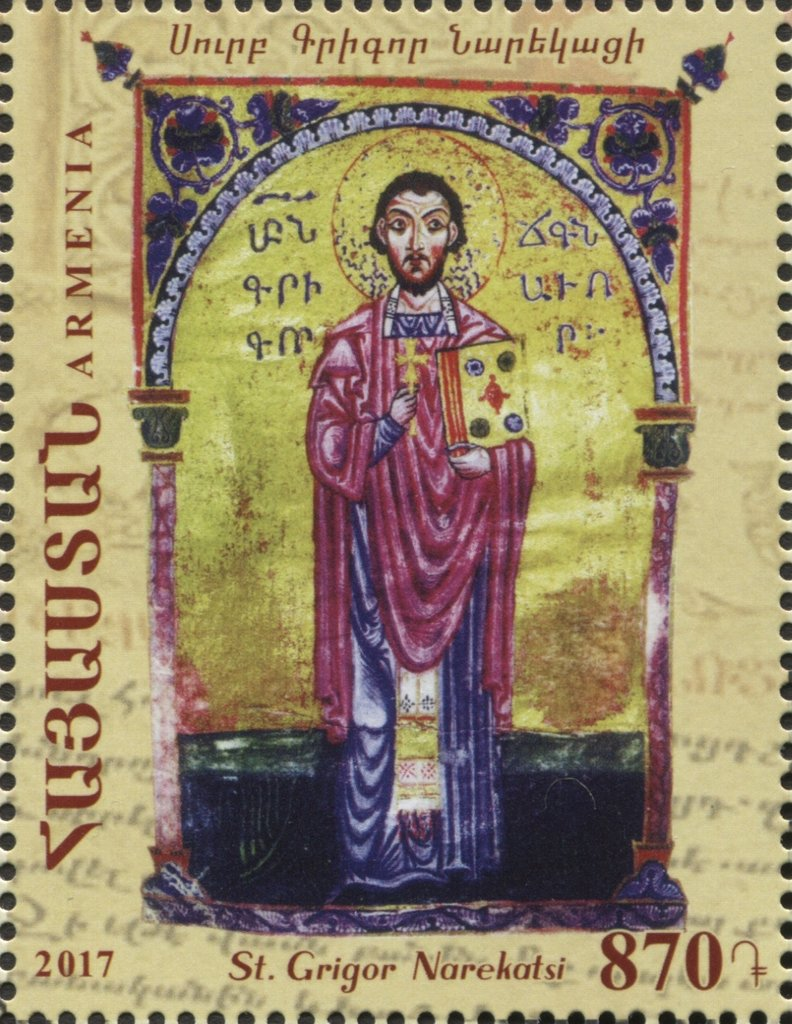
1070-летие со дня рождения Григора Нарекаци. Почта Армении, 2017

- Именем Григора Нарекаци названа армянская католическая епархия в Буэнос-Айресе.
- Село Нарек из Армении присвоено в 1984 г. в честь Григора Нарекаци[11]
- В феврале 2015 года Папа Римский Франциск решил присвоить Григору Нарекаци звание «Учителя Церкви»[12][13], что и произошло 12 апреля 2015 года[14].
- В 1988 году издательством «Современник» выпущен сборник произведений российского писателя В. В. Варжапетяна «Тринадцатая страсть». В состав сборника вошла повесть «Нарек», главный герой которой — Григор Нарекаци.
- В 1992 году советско-британское СП «Слово» выпустило роман «Дух и плоть» Леонида Миля (автора одного из переводов «Книги скорбных песнопений» на русский язык). Героем этого романа является Григор Нарекаци.

## Компакт-диски
- CD. «Хор Полянского на слова Г. Нарекаци в переводе Н. Гребнева. Концерт для хора А. Шнитке» 1992
- CD. Концерт для хора А. Шнитке. Датский хор. На слова Г. Нарекаци в переводе Н. Гребнева, 1994. Alfred Schnittke. Choir Concerto. The Danish National Radio Choir with Stefan Parkman. Chandos Records CHAN 9126. 1992, Chandos Records
- CD. Альфред Шнитке. Сочинения для хора а капелла. Камерный хор Московской консерватории им. П. И. Чайковского. Художественный руководитель и дирижёр Борис Тевлин. Записан в июле 2002 года в концертном зале Государственного музыкального училища имени Гнесиных (звукорежиссёр Пётр Кондрашин) по инициативе директора училища Татьяны Петровой. Концерт для хора в 4-х частях на слова Григора Нарекаци в переводе Н. Гребнева.